# Xandros
Xandros är ett företag som ger ut en debian-baserad kommersiell linuxdistribution med samma namn. Distributionen fokuserar starkt på kontoret och nya användare och imiterar Windows XP i funktion och utseende. Till skillnad från nästan alla andra utgåvor av GNU/Linux är inte Xandros fritt tillgängligt, för även om systemet är baserat på KDE innehåller det proprietär programvara, bland annat är filhanteraren Konqueror utbytt. Vissa versioner kommer även med CrossOver Office integrerat så systemet kan köra vissa Windowsprogram direkt efter installationen.